# Constantino Saragoza
Constantino Saragoza (18 juli 1965) is een windsurfer die uitkwam voor de Nederlandse Antillen.

## Resultaten
| Jaar | Plaats    | Resultaten  |
| ---- | --------- | ----------- |
| 1992 | Barcelona | 38e Lechner |
| 1996 | Atlanta   | 37e Mistral |